# 名言寄席
『名言寄席』（めいげんよせ）は、テレビ東京で、2008年11月3日から2009年1月30日と2009年3月30日から2010年3月26日まで放送された、偉人の名言を紹介すると共に、番組宣伝を行うミニ番組である。
2009年5月1日からは名言寄席night（ - ないと）と題し、金曜日深夜25:53からの放送が開始されたが、わずか4回の放送で終了した。また、5月16日からの土曜日の7:24からの放送も同じく4回で終了している。
このタイプの前身番組は『プロモ惑星運気予報』で、後継番組は『デジケン』。

## 番組内容
噺家に扮した出演者のアナウンサーが、名言関連の参考書籍から、1日1つの心に響く偉人の名言を穴開き状態で出し、シンキングタイムとして、その日放送されるおすすめ番組の宣伝VTRが放送される。最後に答えを発表し、偉人とその名言についてさらに紹介し、アナウンサーが落ちやダジャレなどを述べて締め、番組が終了する。なお、寄席の舞台と出演者の着物と体と扇子はアニメーションで、出演者のアナウンサーは顔だけのコマ送り写真で画面に登場する（アナウンサーは実質ナレーターの扱い）。
特別番組などの1番組のみの枠をフルに使う宣伝を行う場合は休止し、タイトルが『「○○（番組名）」オススメ』となる。休止になる頻度が多い。

## 出演者
第3期、第2期、名言寄席night
以下のテレビ東京アナウンサーが交代で1人出演。
- 秋元玲奈
- 相内優香
- 繁田美貴

第1期
以下のテレビ東京アナウンサーが交代で1人出演。
- 秋元玲奈
- 相内優香

## 使用された参考書籍
- CULTURE編集部 『名言名句に強くなる!』 世界文化社 ISBN 978-4418054145
- 金森誠也監修 『世界の名言100選』 PHP研究所 ISBN 978-4569669526
- 現代言語研究会 『名言名句の辞典』 あすとろ出版 ISBN 978-4755508141
- ハイブロー武蔵、ペマ・ギャルポ 『語り継ぎたい 世界の名言100』 総合法令出版 ISBN 978-4893468864
- 『仕事に活きる 名言・名句』 日本経済新聞社 ISBN 978-4-532-16608-3

## 脚註
1. ↑  放送回数に再放送は含めていない。